# 레주이껀
레주이껀(베트남어: Lê Duy Cận / 黎維, 1743년 ~ 1789년)은 대월 후 레 왕조의 황족이다. 레 현종의 둘째 아들이며, 레주이비의 동생이다.

## 생애
1769년, 레주이비가 찐 주의 찐섬에 의해 황태자 자리에서 폐위되고 감옥에 갇혔고, 같은 해에 레주이껀은 황태자로 세워졌다.
1782년, 찐똥이 정변을 일으켜 정권을 장악하였고, 레주이껀은 폐위되어 숭양공(베트남어: Sùng Nhượng Công / 崇讓公)으로 강봉되었다.
1787년, 떠이선 왕조의 장수 부반념(武文任)이 군사를 이끌고 탕롱을 공격하자 레 민제는 도주하였고, 부반념은 민제를 찾아낼 수 없었다. 부반념은 북하(北河) 지역의 민심을 얻기 위해 레주이껀을 감국(監國)으로 세웠으나, 그를 지지하는 사람은 거의 없었다. 레주이껀은 매번 국가의 사무를 토론하기 위해 부반념의 군영을 찾아갔으나 부반념은 처리할 바를 몰랐다. 탕롱의 백성들은 레주이껀을 감국리목(監國吏目)이라고 불렀는데, '서리같은 감국'이란 의미이다.
응오반서(吳文楚)와 판반런(潘文璘)이 부반념의 행위를 응우옌후에에게 보고하였다. 응우옌후에는 군사를 이끌고 북상하여 부반념을 죽였고, 이후 북하에서 철군하였다. 응우옌후에는 레주이껀이 계속 감국을 맡도록 하였으나 응오반서와 판반런을 탕롱에 남겨두어 그를 감시하도록 했다. 민제의 지지자인 레꾸인은 레주이껀을 '위인치매(爲人癡呆)'란 말로 묘사하였다.
청나라가 침공해와 민제를 복위시키려고 시도하였다. 응오반서는 레주이껀에게 청나라의 총독(總督) 손사의에게 서신을 쓰도록 명하였다. 서신은 레주이껀이 자신이 환영받는 통치자이며, 손사의를 철군시키려고 설득하는 내용이었다. 그러나 손사의는 이를 단호히 거절하였다. 1788년 12월 22일, 응우옌후에가 스스로 광중황제(光中皇帝)라고 칭하고 후 레 왕조가 정식으로 종결되었음을 선포하였다. 이후 응우옌후에는 북상하여 청군을 격파하였고, 민제는 다시 청나라로 도주하였다. 이후 레주이껀의 행적은 사서에 기재되어 있지 않아 알 수 없다.